# Готин баща
„Готин баща“ (на испански: Papá a toda madre) е мексиканска теленовела, режисирана от Бенхамин Кан и Родриго Сунбос, продуцирана от Едуардо Меса (негов дебют като изпълнителен продуцент) за Телевиса през 2017 – 2018 г. Това е оригинална истоиря, създадена от Монсерат Гомес Гарсия в сътрудничество със сценаристите Педро Армандо Родригес, Алехандра Ромеро, Умберто Роблес и Ектор Валдес.
В главните роли са Себастиан Рули и Маите Перони, в поддържащите – Хуан Карлос Барето, Серхио Мур и Раул Араиса, а в отрицателните роли са Вероника Монтес, Марк Тачер и Серхио Клайнер. Специално участие вземат Вероника Хаспеадо, Мишел Гонсалес, Ана Ла Салвия, Андрес Суно и Раул Коронадо.

## Сюжет
Една дума може да ти промени живота, както на Маурисио, женкар и любител на добрия живот. Той решава да се ожени за Миранда Феърбанкс, дъщеря на милионер, собственик на компания Логатойс, която е в развалини. Плановете му се провалят, когато по време на сватбата пристига 7-годишната Анифер, която твърди, че е негова дъщеря. Маурисио мисли, че това е шега, но ДНК тестът установява, че той е баща на детето. Миранда отменя сватбата, тъй като не иска да отглежда деца. Маурисио ще трябва да се грижи за Анифер, докато майка ѝ се появи. По ирония на съдбата, той е собственик на магазин за играчки, но не обича децата. Магазинът банкрутира, а търсенето на майката на Анифер продължава. Маурисио се запознава с Рене, в която се влюбва. Тя и Анифер ще отговарят за „опитомяването“ му. Рене и Анифер – двете жени, които ще променят живота му.
Когато не се променяш навреме, друг те променя, а това променя живота ти. Такъв е случаят на Хорхе, отговорен, благороден и изключително религиозен баща, който вярва, че бракът е за цял живот. Брак, който Дулсе иска да прекрати. Хорхе и Дулсе вече не се подкрепят като съпрузи, затова тя решава да изостави него и децата си. Сега Хорхе трябва да се адаптира, за да се грижи сам за децата си. Хорхе ще трябва да се научи да бъде и баща, и майка на децата си, със или без съпруга до него.
Съпругата ти е намерила работата на мечтите си, сега е твой ред да си домакиня. Ролите в семейството на Тоньо и Веро са трядиционни – тя е домакиня, а той допринася финансово. Всичко се променя, когато той губи работата си в Логатойс, а за кратко време Вероника намира нова работа. Тоньо не може да повярва, че е безработен, както и че трябва да се превърне в домакиня. Сега той се посвещава на почистването, грижи се за децата, а Веро ходи на работа. Така Тоньо започва да цени работата на съпругата си у дома – грижата за къщата не е лесна задача.
Никога не е късно да се влюбиш отново, но да бъдеш баща? Нерон е вдовец и кръстник на Рене. Той има връзка с Флор Ивон, жена, която е много по-млада от него. Двамата решават да имат дете, и това решение се оказва основния конфликт – как да скрият от неговите деца, които почитат паметта на починалата си майка. Другото е, че винаги бъркат Нерон, че е дядо на детето, а не баща. Това преживяване ще му помогне да израсне като човек и да го превърне в по-добър баща.
Рафаел и Родриго се установяват в жилищната кооперация, в която живее Рене. Рафаел е ветеринарен лекар, а Родриго – полицай. Двамата са женени и искат да осиновят дете, за да бъдат истинско семейство, но ще бъдат подложени на дискриминация от някои от съседите им.
Тези четирима бащи – Маурисио, Хорхе, Тоньо и Нерон, ще научат, че да си родител не е никак лесна задача. Ще разберат, че няма единен метод във възпитаването на деца, но ще направят всичко възможно, за да бъде всеки един от тях готин баща.

## Актьори
- Себастиан Рули – Маурисио Лопес-Гарса Силвети
- Маите Перони – Рене Гриселда Санчес Морено
- Хуан Карлос Барето – Нерон Мачука
- Серхио Мур – Хорхе Турубиатес Ибаниес
- Раул Араиса – Антонио „Тоньо“ Бариентос Феликс
- Вероника Хаспеадо – Вероника Валенсия де Бариентос
- Ана Ла Салвия – Дулсе Гойенече Кастия де Турубиатес
- Вероника Монтес – Чикинкира Браун
- Марк Тачер – Фабиан Карвахал Мурийо
- Пабло Крус Гереро – Алехандро Виясеньор
- Агустин Арана – Себастиан
- Франклин Виргуес – Леополдо Фалкон
- Серхио Клайнер – Ноел
- Мишел Гонсалес – Флор Ивон Самарипа
- Андрес Суно – Рафаел Рестрепо
- Раул Коронадо – Родриго Конде
- Барбара Лопес – Мария Крус
- Естефания Аумада – Миранда Каролина Феърбанкс
- Рикардо Баранда – Хосе Гуадалупе Нарваес
- Барбара Лопес – Гладис
- Карлос Спейцер – Сисерон Мачука
- Рехина Граниевич – Ана Фернанда „Анифер“ Крус / Ана Фернанда Лопес-Гарса Крус
- Кариме Ернандес – Валентина Турубиатес Гойенече
- Марсело Барсело – Самуел Турубиатес Гойенече
- Янкел Стеван – Балдо Турубиатес Буиегойри
- Фернанда Урдапиета – Лиляна Турубиатес Буиегойри
- Виктория Виера – Таня Бариентос Валенсия
- Патрисио де ла Гарса – Ернесто Бариентос Валенсия
- Симон Гонсалевс – Фидел Бариентос Валенсия
- Бриджит Босо – Хуана Крус
- Сандра Белтран – Адриана Ернандес
- Крус Рендел – Пабло Моралес
- Иван Тамайо – Аристид Браун
- Фернандо Естеван
- Емануел Окаури – Сократ Мачука
- Мерседес Вауган – Енрикета Мина
- Роберто Сен – Аурелио
- Телма Дурантес – Ирене
- Сесилия Константино
- Мартин Брек
- Фелипе Масиас
- Арчи Баларди
- Лало Саяс – Виктор
- Летисия Пердигон – Каталина Морено
- Еухения Каудуро – Аурора Силвети де Лопес-Гарса
- Марисол дел Олмо – Юририя Буиегойри
- Еухенио Монтесоро – Боско Лопес-Гарса
- Ракел Панковски – Есперанса Феликс вдовица де Бариентос
- Гуендолин Амадор – Тина
- Естебан Маджио – Диего Хименес Мехия
- Аидан Вайехо – Маурисио Лопес-Гарса Силвети (тийнейджър)
- Далекса – Чикинкира Браун (тийнейджърка)

## Премиера
Премиерата на Готин баща е на 22 октомври 2017 г. по Лас естреяс. Последният 103. епизод е излъчен на 11 март 2018 г.

## Продукция
Снимките на теленовелата започват на 14 август 2017 г. в Телевиса Сан Анхел и в град Мексико, и завършват на 29 януари 2018 г.
Трейлърът на теленовелата е излъчен за пръв път през май 2017 г. по канал Унивисион, като рекалама за сезон 2017 – 2018 г.
На 19 октомври 2017 г. е потвърдено, че теленовелата е първата на компания Телевиса, показваща гей двойка, която иска да се превърне в семейство.

### Кастинг
На 9 август 2017 г. е обявено, че Маите Перони и Себастиан Рули ще изпълнят главните роли в продукцията. На 11 август е обявено, че Рехина Граниевич ще изпълни ролята на Анифер. На 30 август е потвърдено, че ролята на злодея в историята е поверена на Марк Тачер.

## Спор
Испанската консервативна група за застъпничество CitizenGo стартира чрез уебсайта си искане, в което призовава за спиране на теленовелата, тъй като, според същата, Телевиса иска да представи хомосексуалността като нормално явление в обществото. Заради това искане списание People en Español прави свое проучване сред читателите си дали са съгласни за прекратяването на продукцията, или не.
На 15 ноември 2017 г. Телевиса показа първата гей целувка в теленовелите си, въпреки че вече е показана два пъти в поредицата Como dice el dicho. По-рано, подобна сцена е изиграна в теленовелата Успелите Перес, но поради възникнал спор е цензурирана.

## Награди и номинации
| Година | Церемония          | Категория                                | Номинирация                      | Резултат   |
| ------ | ------------------ | ---------------------------------------- | -------------------------------- | ---------- |
| 2018   | Награди TVyNovelas | Най-добра теленовела                     | Едуардо Меса                     | Ниминиран  |
| 2018   | Награди TVyNovelas | Най-добра актриса в главна роля          | Маите Перони                     | Печели     |
| 2018   | Награди TVyNovelas | Най-добър актьор в главна роля           | Себастиан Рули                   | Печели     |
| 2018   | Награди TVyNovelas | Най-добра първа актриса                  | Ракел Панковски                  | Номинирана |
| 2018   | Награди TVyNovelas | Най-добър пръв актьор                    | Хуан Карлос Барето               | Печели     |
| 2018   | Награди TVyNovelas | Най-добра актриса в поддържаща роля      | Вероника Хаспеадо                | Номинирана |
| 2018   | Награди TVyNovelas | Най-добър актьор в поддържаща роля       | Раул Араиса                      | Номиниран  |
| 2018   | Награди TVyNovelas | Най-добра актриса във второстепенна роля | Мишел Гонсалес                   | Номинирана |
| 2018   | Награди TVyNovelas | Най-добър актьор във второстепенна роля  | Серхио Мур                       | Печели     |
| 2018   | Награди TVyNovelas | Най-добра млада актриса                  | Фернанда Урдапиета               | Номинирана |
| 2018   | Награди TVyNovelas | Най-добър режисьор                       | Бенхамин Кан Родриго Сунбос      | Номинирани |
| 2018   | Награди TVyNovelas | Най-добър оператор                       | Мануел Барахас Алехандро Алварес | Номинирани |
| 2018   | Награди TVyNovelas | Най-добър екип                           | Едуардо Меса                     | Номиниран  |

## Версии
- Pa' quererte (2020), колумбийска теленовела, режисирана от Каталина Ернандес и Исраел Санчес и продуцирана от Ялиле Джорданели за RCN Televisión, с участието на Себастиан Мартинес и Хулиет Пардау.